# Club Bàsquet Roser
El Club Bàsquet Roser és un club de bàsquet de Barcelona situat al barri del Fort Pienc. Es va fundar el 1933 a mans de Pedregosa, Rosales, Folch, Suñé, Josep Maria i Manel Pagés.
De les files del Roser han sortit alguns jugadors destacats, com J. Del Baño, jugador del F.C. Barcelona i de l'Aismalíbar de Montcada en les primeres lligues estatals de finals dels 50, així com Lorenzo Cantos i Ramon Cemelic que van jugar al RCD Espanyol, i ara Andreu Matali també en diferents equips LEB.
Actualment (temporada 2018-2019) el club té 29 equips, 14 masculins i 15 femenins en diferents lligues de la Federació Catalana de Bàsquet.
Des del setembre del 2010, el C.B. Roser compta amb una penya blaugrana oberta a tot els socis i simpatitzants.

## Història

### Anys 1930
El Centre Parroquial Roser, actualment Club Bàsquet Roser, al barri del Fort Pienc de Barcelona, va néixer el 2 de juny de l'any 1933 a la parròquia de la Mare de Déu del Roser inicialment amb el nom de Conquesta. Aquest va ser el nom amb el qual el grup parroquial va fer la inscripció a la Federació de Joves Cristians de Catalunya (FJCC), coneguts llavors com els fejocistes.
La pista de terra encara estava en fase de construcció i faltava aplanar el terreny, però l'equip aquell mateix any va començar a jugar partits amistosos, el primer d'ells va ser al camp del Sant Martí del Clot. També va jugar alguns torneigs, com el triangular anomenat "Perfeccionament" al camp del Santa Madrona.
L'any 1934 el Roser juga la seva primera lliga al Campionat de Catalunya organitzat pels fejocistes, ho fa a primera categoria juntament amb els equips Santa Madrona, Esportiva Mataró, Badalona, Saba Nova i New Catalonia. Al final del campionat ocupà un meritori tercer lloc a la classificació.
Les següents temporades i fins a l'esclat de la Guerra Civil, al juliol de 1936, l'equip va continuar competint dintre de la mateixa categoria. El fundador i ànima va ser en Manel Pagés, que juntament amb els germans Xicoy, en Cabrera, Casañas i Nieto són la primera saga de jugadors que durant molts anys van passejar el nom del Roser per quasi totes les pistes de bàsquet de la província de Barcelona.

### Anys 1940
Després de la guerra, tot i que la pista del Roser havia estat malmesa, l'equip torna a ajuntar-se el mateix 1939. Al febrer del 1940, es constitueix a la parròquia les Juventudes de Acción Católica Española (JACE), a partir d'aquell moment l'equip es dirà durant molts anys Jace Rosario. Fins a iniciar les competicions l'equip participa en torneigs llampecs amb altres equips similars de les parròquies.
El primer campionat diocesà comença a finals del 1940 on el Roser participa novament a la primera categoria juntament amb equips com el Collblanc, Horta, Santa Maria de Sans, etc., així mateix jugà cada any la "Gran Copa Jace" torneig molt important i representatiu de les competicions diocesanes i on el Roser va participar durant molts anys. Però el club tenia en aquell moment un bon equip i el 20 d'octubre del 1943 va donar-se d'alta a la Federació Catalana de Bàsquet.
Va començar a jugar la lliga federativa a la tercera categoria, però aquella mateixa temporada aconsegueix pujar a la segona juntament amb equips com l'Horta, Jac Sants, BAM, Gaudi, etc. De totes maneres l'equip dels aspirants del Roser va restar durant un quants anys més a la lliga diocesana, que a partir de l'any 1949 passa a anomenar-se OAR o Obra Atlético Recreativa.

### Anys 1950
El Roser, com molts altres equips parroquials, va desenvolupar en aquells anys de la dècada dels cinquanta i seixanta, una gran activitat social que anava molt més enllà de l'esport. Va tenir seccions de teatre, cineclub, excursionisme, tennis taula, escacs, dansa i també altres esports com van ser l'hoquei, en dos períodes 1963-1970 i 1973-1986, i un equip de futbol sala.
Arran del deteriorament de les relacions entre la Federació i el JACE, el Roser va tenir un enfrontament amb la Federació i l'equip va ser donat de baixa el 22 d'octubre de l'any 1952. Van ser sis anys competint novament a la lliga OAR fins que a la temporada 1958-1959 es va tornar a la Federació oblidant els enfrontaments del passat. En aquells sis anys es produeix un nou cicle, els jugadors fundadors de l'equip es retiren i donen pas a nous jugadors que van conquerir molts títols al campionat de l'OAR, és el temps dels Cemeli, Cantos, Del Baño, Vallés, Febrer, Ferrer, Castellano, Cardona, els germans Puig i Manuel Fernandez "Lito", un jugador que va competir al Roser durant quasi trenta anys. En aquells anys hi ha com a entrenador en Carles Cuadern.
El 27 de maig del 1954 fa la seva presentació, per primera vegada, l'equip femení del Roser, portava el nom de J.F.A.C. Rosario (Juventudes Femeninas de Acción Católica), tot i que van poder formar-se dos equips la seva trajectòria va ser molt curta. Quan l'equip masculí el 1958 torna a la Federació, l'equip perd al seu jugador més valuós: Del Baño, que és fitxat pel Barça, però també Cemeli i Cantos que ho fan per l'Espanyol, tots tres tornaran anys més tard al Roser.

### Anys 1960 i 1970
L'any 1961 la pista del Roser deixa la terra per passar al ciment. En aquesta dècada dels seixanta es produeixen canvis en el món del bàsquet, uns equips opten per la professionalitat i l'espectacle, mentrestant altres aposten per ser amateurs i competir només a l'àmbit català. És el cas del Roser que a més a més porta a terme activitats socials al barri, això sí, cada vegada més deslligats de la parròquia. Clubs modests com el Roser pateixen anys de crisis fins al punt que, per temes econòmics, el club es dona de baixa de la Federació l'any 1966.
Una vegada més es torna a les competicions de l'OAR, més modestes però a les que poden fer front a les despeses. L'equip juvenil en aquells anys dona triomfs al club proclamant-se campions de Catalunya a la temporada 1967-1968, però no hi havia planter i quan l'equip es desfà deixa al club sense equip masculí entre els anys 1971 al 1973. Per sort l'equip femení continua competint a la Primera Categoria de l'OAR i guanyant títols, aquell equip estava format per l'emblemàtica Teresa Balart, que va ser també entrenadora durant molts anys, i les jugadores Gloria Latre, Olga Pérez i Mª Jesús Pérez, entre d'altres. A la temporada 1976-1977 el Roser torna novament a la Federació que ja no ha deixat fins al dia d'avui.

### Anys 1980
En aquests anys tan difícils en Carles Cuadern es fa càrrec de la secció de bàsquet i amb la seva experiència el va projectar a poc a poc cap endavant. Més tard seria president del club entre el 1987 i el 1996, any en què la Federació Catalana de Bàsquet li va retre un gran homenatge per la seva tasca de quasi cinquanta anys dedicats al bàsquet. A principis dels vuitanta, amb un gran esforç econòmic, és reformada novament la pista. Anys més tard, el 1986, es posa en marxa uns dels objectius que de sempre s'havia proposat el club: l'escola de bàsquet. Amb el vistiplau de la Federació, nens i nenes entre els 7 i els 14 anys, procedents en la seva majoria del barri i de les escoles properes, inicien la seva formació com a jugadors però també com a esportistes de futur, amb la idea de superar-se i sobretot sentir-se orgullosos de formar part d'un club com el Roser. S'havia començat a fer planter i aquesta formació de jugadors donaria els seus fruits anys més tard.

### Anys 1990 i 2000
La dècada dels noranta és la de projecció del Roser. Els equips femenins ascendeixen a Primera Catalana a la temporada 1991-1992 i més tard a la Segona Divisió B. Els equips masculins per la seva part, no ho faran fins a finals del noranta, de la mà del seu entrenador Josep Maria Puyal, que havia estat jugador del club des de l'any 1986. A la temporada 1999/2000 pugen a Copa Catalunya on es mantindran durant cinc anys i a la 2003-2004 es guanya el campionat i pugen a la lliga EBA, fita molt important per un club modest i amb el mitjans que compta. La planificació i el treball de molt anys de directius i entrenadors havia donat els seus fruits. També i des de setembre del 2010 compta amb una Penya Blaugrana oberta a tots els socis i simpatitzants.

### Temporada 2012-2013
Actualment el club, deslligat del Centre Parroquial, està tramitant el trasllat a una nova seu i les seves pistes de bàsquet ja estan funcionant al Complex Esportiu Municipal Fort Pienc, al carrer Marina 111. Tot i aquests problemes el Bàsquet Roser ha fet possible que aquesta temporada 2012-2013 estiguin en competició 26 equips, 13 masculins (1 mini, 2 pre-infantils, 1 infantil, 1 cadet, 4 juniors, 1 sot21 i 3 sèniors) i 13 femenins (2 minis, 1 pre-infantil, 2 infantils, 1 cadet, 3 juniors, 1 sot21 i 3 sèniors) amb un total de 265 jugadors. Així mateix es manté l'Escola de Bàsquet on participen 25 nens.